# Friedrich Heinrich von Katte
Johann Friedrich Heinrich Christoph Wilhelm von Katte (né en 1740 à Lüben et mort le 11 mars 1813) est un lieutenant général prussien et chevalier de l'Ordre de l'Aigle rouge

## Biographie
Ses parents sont le lieutenant-général Johann Friedrich von Katte (1699-1764) et son épouse Henriette Katharina Truchsess von Waldburg (1714-1791).
Katte reçoit d'abord son éducation au monastère de Bergen. En 1755, il entre à l'université de Halle. Lorsque Frédéric II veut persuader son père de l'envoyer dans l'armée cette année-là, il s'y oppose en raison de la faible constitution de son fils. Vraisemblablement à titre de compromis, il rejoint le régiment de son père comme cornette, mais reste encore un an à Halle. Au début de la guerre de Sept Ans, il part sur le terrain avec le régiment. Katte rejoint l'état-major du général von Hülsen. Il devient ensuite infirmier et adjudant de Seydlitz et Zieten. En 1767, il devient capitaine d'état-major. À la Revue de Magdebourg en 1776, il est publiquement félicité par le roi et promu à son tour major. Pendant la guerre de Succession de Bavière, il fait partie de l'armée du prince Henri. En 1784, il devient lieutenant-colonel et en 1787 colonel. Il est nommé commandant de son régiment en 1789. Le 26 mai 1792, il devient général de division et chef du 4e régiment de dragons. Au cours de la première guerre de coalition, il est blessé lors de la bataille de Pirmasens en 1793 et son cheval fut abattu. Lors de la bataille de Wissembourg (25 décembre 1793) et de la bataille de Kaiserslautern, lui et son régiment peuvent capturer plusieurs canons ennemis. En 1798, il est nommé lieutenant général. Après la guerre perdue de 1806, il ne reçoit plus de commandement.
Il se marie en 1778 avec la comtesse Eleonore Johanne Elisabeth von der Schulenburg (née le 1er mars 1750)